# Radnetzspinnen
Die Radnetzspinnen (Araneoidea) sind eine Überfamilie der Echten Webspinnen (Araneomorphae). Die Gruppe umfasst 15 Familien mit weit über 10.000 Arten in über 200 Gattungen. Das namensgebende Merkmal der Überfamilie sind die von vielen enthaltenen Familien ausgebildeten Radnetze.

## Systematik
Die Überfamilie der Radnetzspinnen umfasst 14 Familien:
- Zwergkugelspinnen (Anapidae)
- Echte Radnetzspinnen (Araneidae)
- Arkyidae
- Cyatholipidae
- Baldachinspinnen (Linyphiidae)
- Kleinkugelspinnen (Mysmenidae)
- Höhlenspinnen (Nesticidae)
- Physoglenidae
- Pimoidae
- Symphytognathidae
- Synaphridae
- Synotaxidae
- Dickkieferspinnen (Tetragnathidae)
- Kugelspinnen (Theridiidae)
- Zwergradnetzspinnen (Theridiosomatidae)

Die folgenden Familien gelten aktuell als Synonyme:
- Micropholcommatidae (Synonym der Anapidae[5])
- Seidenspinnen (Nephilidae; Synonym der Araneidae[6])